# Caloptilia quercinigrella
Caloptilia quercinigrella là một loài bướm đêm thuộc họ Gracillariidae. Nó được tìm thấy ở Hoa Kỳ (Connecticut, Illinois, Florida, Georgia, Maine, Maryland, Michigan và Texas).
Sải cánh dài khoảng 14 mm.
Ấu trùng ăn Quercus, bao gồm Quercus nigra. Chúng ăn lá nơi chúng làm tổ.